# 尚宣威王

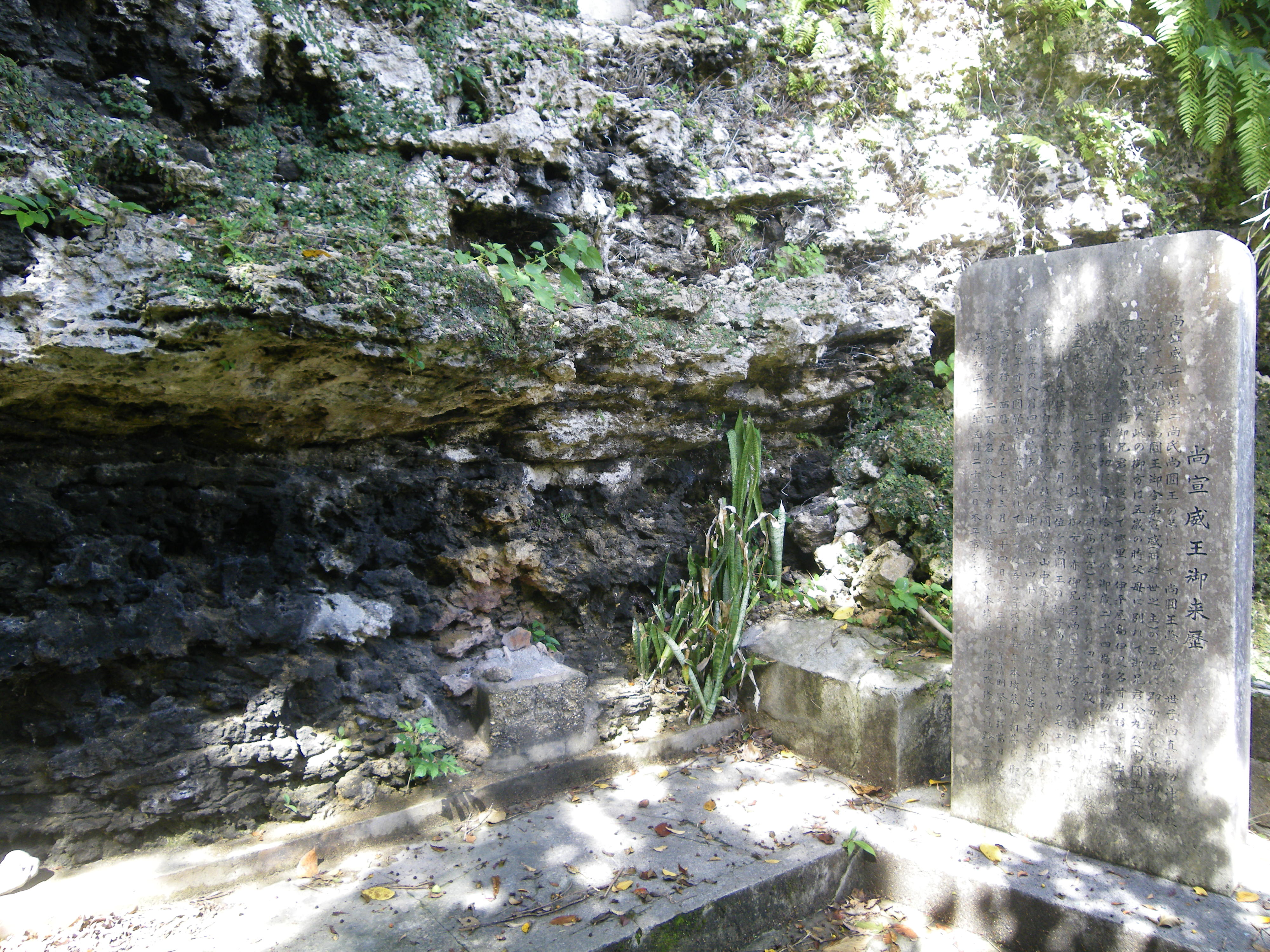
尚宣威王陵墓

尚宣威（琉球語：／  ?；1430年—1477年）是琉球國第二尚氏王朝的第2代國王，1477年在位（在位僅六個月）。神號西之世主（琉球語：／ ）。他是尚稷的次子，尚圓的胞弟。
據《中山世譜》記載，尚宣威5歲時父母雙亡，由其兄尚圓養育；9歲時隨兄至首里。1453年（明景泰四年）陞家來赤頭。1463年（天順七年）陞黃冠。1470年（成化六年），因其兄尚圓成為琉球王，尚宣威以王弟的身份得到越來間切的領地，稱越來王子。
成化十二年（1476年）丙申，尚圓王薨。由於當時世子尚真還在沖齡，且第一尚氏王朝的支持者勢力仍舊很大，群臣遂奉王弟尚宣威於次年丁酉登位。但先王之妃宇喜也嘉十分不滿，勾結祝女集團，陰謀推翻他的統治。
按照慣例，每當琉球新王登基，太陽神、君手摩神便會出現在首里城，附身於祝女，自殿內出，至奉神門後東面而立，祝賀新王，並授予其神號。成化十三年二月，太陽神、君手摩神如期附身於祝女，不過此次祝女卻面向西面而立，群臣皆大驚失色。祝女託以神命，授予尚宣威王「西之世主」的神號；同時頌揚世子尚真，要求尚宣威禪位給世子。尚宣威的威嚴頓失，不得不遵照神命，禪位於尚真，並退隱於越來，在位僅六個月。尚宣威王與宇喜也嘉達成妥協，將女兒居仁嫁給尚真當王妃。
同年八月初四病逝，壽四十八歲，諡號義忠。退位不久即，有人認為是死於宇喜也嘉的暗殺。
他死後，他的後代世代領有越來間切之地。
相傳尚宣威王的墳墓位於沖繩市八重島，其遺址在今沖繩縣立美來工科高等學校（原沖繩縣立中部工業高校）的西南側，是沖繩市史蹟、文化財之一。

## 家族
- 父・尚稷
- 母・瑞雲
- 妃・不詳
- 子女
  - 長子・尚儲（魏儲）、越來王子朝理（湧川殿内一世、妻不詳、1534年死）
  - 次子・尚鼎（魏鼎）、見里王子朝易（妻尚真王女佐司笠按司加那志，童名真鍋樽，號慈山。享年81歲）
  - 長女・尚居仁（尚真王妃）

## 腳註
1. ↑  向姓家譜（湧川家）·序[永久]